# Anna Maria College
L'Anna Maria College è un'università privata di indirizzo cattolico con sede a Paxton, nello stato americano del Massachusetts.
Il college, in origine esclusivamente femminile, fu fondato nel 1946 a Marlborough dalle Suore di Sant'Anna di Lachine con l'approvazione di Richard Cushing, arcivescovo di Boston; la sede fu trasferita a Paxton nel 1951.